# Ciclul Clausius-Rankine
Ciclul Clausius-Rankine este un ciclu termodinamic motor, care produce lucru mecanic pe baza căldurii introduse. De obicei drept agent de lucru este folosită apa. Acest ciclu stă la baza funcționării termocentralelor, indiferent dacă ele folosesc drept sursă de căldură energia combustibililor, fosili sau biomasă, energia nucleară sau energia solară. Cu ajutorul lui se obține peste 80 % din curentul electric produs pe plan mondial.
În limba română numele ciclului este cel din literatura tehnică germană, unde a fost denumit în cinstea lui Rudolf Clausius și William John Macquorn Rankine ca întemeietori ai termodinamicii, dar acum pe plan mondial este cunoscut drept ciclul Rankine, deoarece W. Rankine a dezvoltat termodinamica vaporilor.

## Descriere

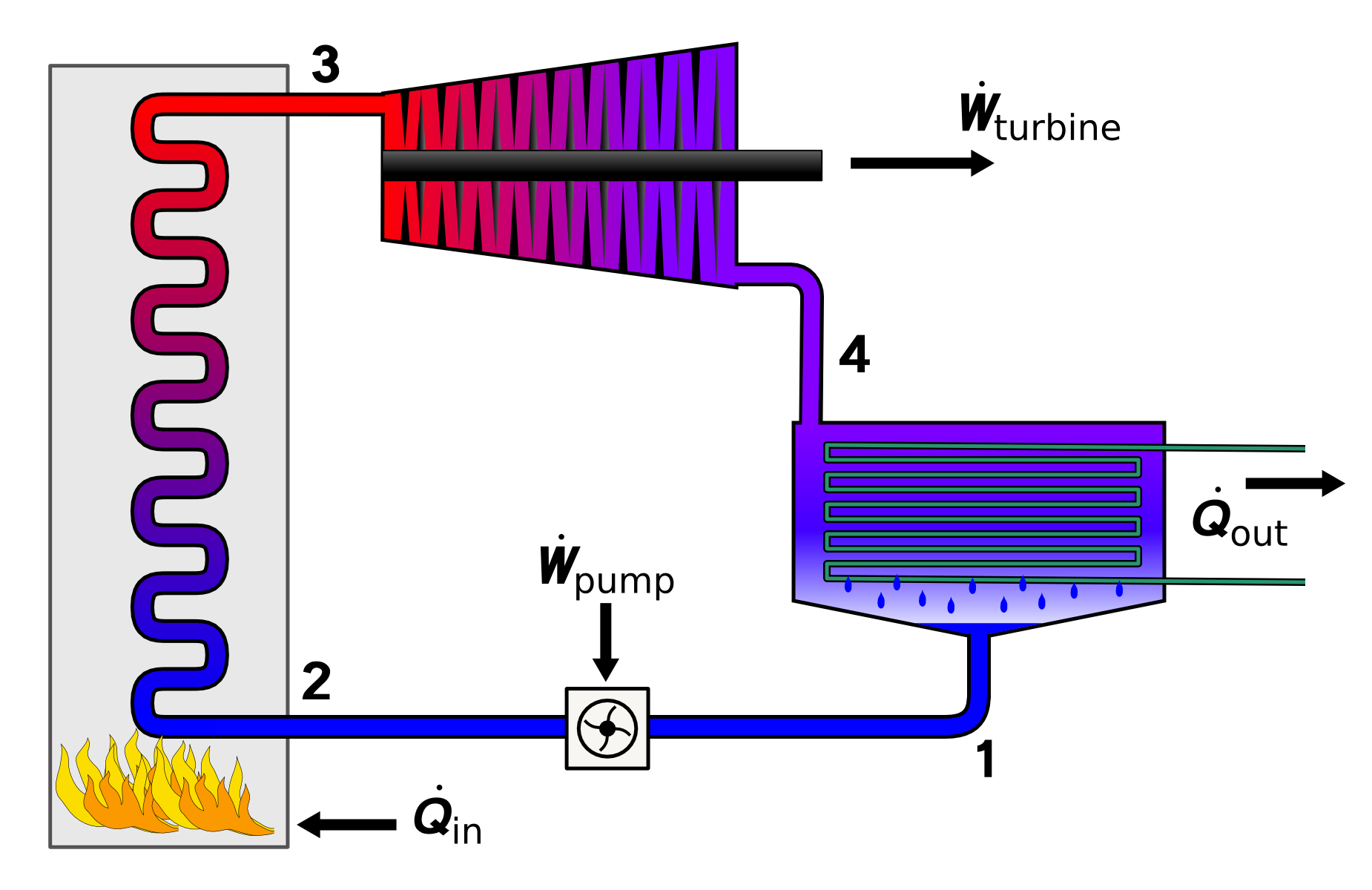
Dispunerea celor patru componente esențiale ale ciclului Clausius-Rankine.

Ciclul descrie funcționarea mașinilor termice aflate în termocentrale. Sursele obișnuite de căldură ale acestor centrale sunt combustibilii fosili: cărbunele, păcura și gazul natural, sau combustibilul nuclear. Deși un ciclu Clausius-Rankine poate funcționa cu diverse substanțe, de obicei se folosește apă, datorită mai multor proprietăți favorabile: nu este toxică și nici prea reactivă chimic, se găsește din abundență și la preț de cost scăzut, iar capacitatea termică masică și capacitatea termică latentă de vaporizare sunt potrivite.
Agentul de lucru este folosit în circuit închis. Apa, în starea 1 este comprimată în pompă până în starea 2, la presiunea înaltă a ciclului. Apoi, preluând căldura introdusă în ciclu, ea este preîncălzită și vaporizată la presiune constantă în cazan, obținându-se abur saturat uscat în starea 3. Acest abur este destins în turbina cu abur până la presiunea joasă a ciclului, în starea 4, producând lucru mecanic. Aburul, eventual umed, evacuat din turbină conține căldura ce trebuie evacuată din ciclu deoarece nu poate fi transformată în lucru mecanic. Evacuarea căldurii se face prin condensarea aburului în condensator. Aburul umed în starea 4 este condensat la presiune constantă în condensator până la starea de apă la saturație, starea 1. Prin condensare se cedează căldura latentă de condensare, care este preluată de apa de răcire a condensatorului, răcită și ea, la rândul ei, în turnurile de răcire. Turnurile de răcire răcesc apa care vine de la condensator prin evaporarea unei părți din ea, astfel apar deasupra lor panașe albe de abur, care sunt de fapt alt abur decât cel evacuat din turbină.
Principala diferență între ciclul Clausius-Rankine și ciclul Carnot este că introducerea, respectiv evacuarea căldurii din ciclu se face prin transformări izobare, nu prin transformări izoterme. Ridicarea presiunii se face cu pompa, asupra agentului de lucru în stare lichidă. Deoarece lichidele sunt mult mai puțin compresibile decât gazele, lucrul mecanic consumat de pompă la comprimare este mult mai mic decât lucrul mecanic consumat de compresor la comprimarea agentului de lucru gazos cu care funcționează ciclul Carnot.
Randamentul termic al ciclului Clausius-Rankine este limitat de raportul dintre temperaturile maximă și minimă la care lucrează ciclul.
Inițial, ciclul Clausius-Rankine a fost conceput să funcționeze în domeniul vaporilor umezi, adică cu presiunea maximă inferioară presiunii critice. Pentru apă presiunea critică este de 221,2 bar, la care corespunde temperatura critică de 374,12 °C. Aceasta este și temperatura maximă teoretică a ciclului având ca agent de lucru apa.
Temperatura minimă a ciclului este limitată de temperatura sursei reci care poate prelua căldura evacuată din ciclu. În decursul timpului, cele mai reci surse au fost râurile, cu temperaturi medii anuale de 15 °C, însă actual este interzisă poluarea termică a râurilor, datorită  eutrofizării lor. Excepție fac doar  centralele nucleare care primesc derogări pentru  fluvii foarte mari, fapt care limitează amplasarea acestor centrale. Folosind  turnuri de răcire și evacuând căldura din ciclu în atmosfera cu o temperatură medie anuală de 20 °C se poate conta pe o sursă rece la 30 °C.
Randamentul ciclului Carnot lucrând între aceste temperaturi (374 °C / 30 °C) este de cca. 53 %. Comparând diagramele T-s ale unui ciclu Carnot și a ciclului Rankine este evident că, deoarece pentru cicluri lucrând între aceleași temperaturi și entropii suprafața corespunzătoare lucrului mecanic ciclic produs de ciclul Rankine este mai mică decât cea din ciclul Carnot, randamentul ciclului Rankine este mai mic decât al ciclului Carnot.
Temperaturile relativ scăzute din ciclul Clausius-Rankine fac ca acest ciclu să fie folosit drept ciclu de temperatură joasă în termocentralele funcționând după un ciclu combinat abur-gaz.
Având în vedere că în ciclul unei  turbine cu gaze temperatura de intrare a gazelor în turbină se apropie actual de 1500 °C iar cea de evacuare este de cca. 600 °C, ciclul turbinelor cu gaze și Clausius-Rankine al turbinelor cu abur se completează remarcabil în ciclurile combinate, obținându-se randamente termice relativ mari, de cca. 54 %.

## Transformările dintr-un ciclu Clausius-Rankine

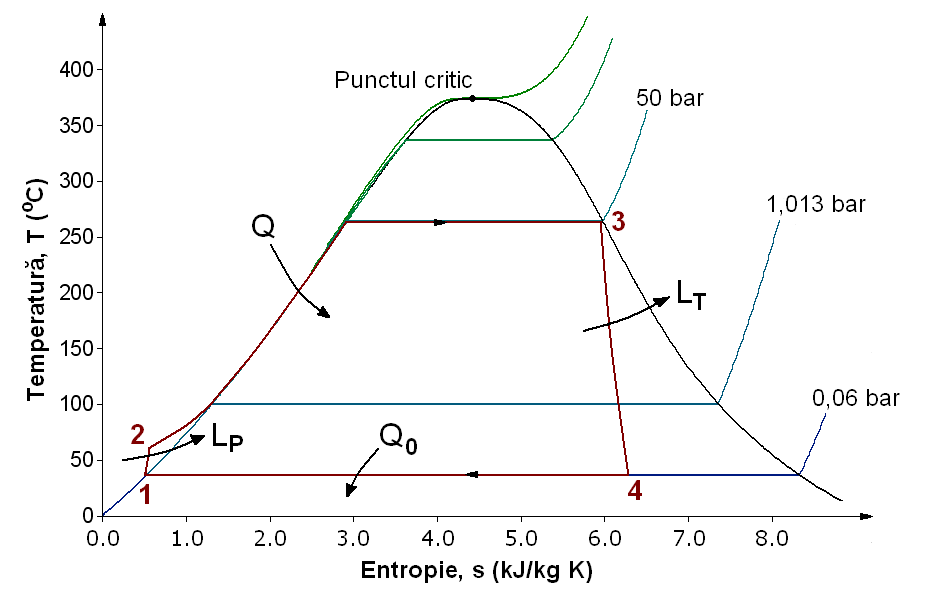
Diagrama T-s a unui ciclu Clausius-Rankine tipic care lucrează între presiunile de 50 şi 0,06 bar.

Ciclul Clausius-Rankine este format din patru  transformări termodinamice, conform numerotării din figura alăturată (exemplul se referă la un ciclu funcționând cu abur saturat uscat):
- Transformarea 1-2: Agentul de lucru este pompat de la presiunea joasă la presiunea înaltă. Fiind lichid, necesită puțin lucru mecanic pentru pompare.
- Transformarea 2-3: Lichidul la înaltă presiune intră în  generatorul de abur unde este transformat la presiune constantă în abur saturat uscat prin absorbția căldurii de la o sursă exterioară (sursa caldă).
- Transformarea 3-4: Aburul saturat uscat este destins într-o turbină, obținându-se lucrul mecanic. Destinderea răcește aburul, astfel că poate apărea condensarea unei părți din abur.
- Transformarea 4-1: Aburul umed intră în condensator, unde este condensat la presiune și temperatură constantă, devenind lichid la  temperatura de saturație. Presiunea și temperatura din condensator sunt date de temperatura apei de răcire disponibile a țevilor pe care are loc condensarea.

Într-un ciclu Clausius-Rankine ideal transformările din pompă și turbină sunt izentropice, adică pompa și turbina nu generează entropie, deci randamentul lor este maxim. În acest caz transformările 1-2 și 3-4 apar în diagrama T-s ca linii verticale și ea seamănă foarte bine cu ciclul Carnot. Ciclul prezentat aici, nefolosind abur supraîncălzit reduce cantitatea de căldură evacuată prin condensator, însă, datorită temperaturii maxime scăzute (temperatura de fierbere) randamentul însuși al ciclului Carnot lucrând între aceste temperaturi este scăzut.
Într-un ciclu real, comprimarea în pompă și destinderea în turbină nu sunt izentropice, adică nu sunt reversibile, iar transformările reale se fac cu creștere de entropie. Acest fapt determină creșterea într-o oarecare măsură a lucrului mecanic consumat de pompă, respectiv diminuarea lucrului mecanic produs de turbină, lucru luat în considerare la calculul randamentului termic al ciclului prin randamentul interior al turbinei, respectiv randamentul adiabatic al pompei.

## Randamentul termic al ciclului Clausius-Rankine
Randamentul termic al unui ciclul Clausius-Rankine se poate calcula folosind metodologia obișnuită în termodinamică.
Notații:
{\displaystyle Q\,}   - căldura introdusă în ciclu (J)
{\displaystyle Q_{0}\,}   - căldura evacuată din ciclu (J)
{\displaystyle L_{T}\,}   - lucrul mecanic produs de turbină (J)
{\displaystyle L_{P}\,}   - lucrul mecanic consumat de pompă (J)
{\displaystyle {\dot {m}}}   - debitul masic al agentului de lucru (kg/s)
{\displaystyle {\dot {Q}}}   - flux termic, în general (J/s = W)
{\displaystyle P\,}   - putere (J/s = W)
{\displaystyle \eta _{t}\,}   - randament termic (raportul dintre lucrul mecanic al ciclului și căldura introdusă, adimensional)
{\displaystyle \eta _{P},\,\eta _{T}}   - randamentul adiabatic ale pompei, respectiv randamentul interior al turbinei, adimensionale
{\displaystyle i_{1},i_{2},i_{3},i_{4}\,}   -  entalpia masică în punctele din diagrama T-s alăturată
{\displaystyle i_{4s}\,}   - entalpia masică a agentului de lucru dacă destinderea în turbină ar fi izentropică
{\displaystyle p_{1},p_{2}\,}   - presiunile înainte, respectiv după comprimare
Din bilanțurile energetice (conservarea energiei) pe un volum dat, se pot scrie relațiile:
{\displaystyle {\frac {\dot {Q}}{\dot {m}}}=i_{3}-i_{2}}     pentru căldura introdusă în ciclu,
{\displaystyle {\frac {{\dot {Q}}_{0}}{\dot {m}}}=i_{4}-i_{1}}     pentru căldura evacuată din ciclu,
{\displaystyle {\frac {{\dot {L}}_{P}}{\dot {m}}}=i_{2}-i_{1}\approx {\frac {v_{1}{\Delta }p}{\eta _{P}}}\approx {\frac {v_{1}(p_{2}-p_{1})}{\eta _{P}}}}     pentru transformarea din pompă,
{\displaystyle {\frac {{\dot {L}}_{T}}{\dot {m}}}=i_{3}-i_{4}=(i_{3}-i_{4s})\cdot \eta _{T}}     pentru transformarea din turbină.
Randamentul termic al ciclului este:
{\displaystyle \eta _{T}={\frac {L_{T}-L_{P}}{Q}}={\frac {{\dot {L}}_{T}-{\dot {L}}_{P}}{\dot {Q}}}={\frac {i_{3}-i_{4}-(i_{2}-i_{1})}{i_{3}-i_{2}}}}
Puterea consumată de pompă este mult mai mică față de puterea furnizată de turbină, de exemplu pentru ciclul de mai sus, care funcționează între presiunile de 50 bar și 0,06 bar valorile entalpiilor sunt: i1 = 151,49 kJ/kg, i2 = 160,56 kJ/kg (ηP = 0,60), i3 = 2794,23 kJ/kg, i4 = 1860,42 kJ/kg (ηT = 0,85), deci pompa consumă doar cca. 1 % din puterea produsă de turbină. Neglijând consumul pompei, expresia randamentului termic al ciclului devine:
{\displaystyle \eta _{T}\approx {\frac {{\dot {L}}_{T}}{\dot {Q}}}={\frac {i_{3}-i_{4}}{i_{3}-i_{2}}}}

## Ciclul Clausius-Rankine cu supraîncălzirea aburului

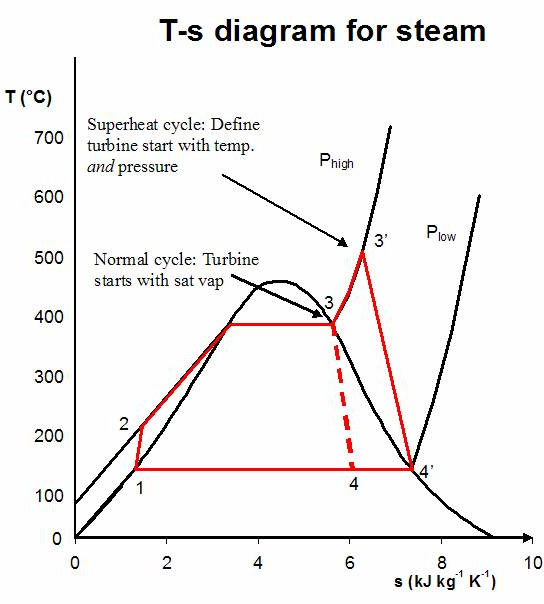
Ciclu Clausius-Rankine cu supraîncălzirea aburului.

În practică, randamentul interior al turbinei este afectat de formarea picăturilor de apă. Pe măsură ce aburul se destinde, el se răcește și se condensează, formând picături care lovesc paletele turbinei, determinând atât reducerea forței asupra lor, prin pierderi (termodinamice) prin umiditate, cât și fenomene de eroziune și pitting (ciupire), deteriorând paletele. Cea mai simplă cale de evitare a problemei este supraîncălzirea aburului. Prin asta, în diagrama T-s prezentată mai sus punctul 3 va fi situat deasupra domeniului bifazic și mai la dreapta, astfel că în urma destinderii aburul care iese din turbină va fi mult mai uscat (va avea un titlu mai mare). Se consideră că titlul aburului la ieșirea dintr-o turbină cu condensație trebuie să fie mai mare ca 0,88  0,9. Uneori ciclul Clausius-Rankine cu supraîncălzirea aburului este numit ciclul Hirn.
Randamentul termic al oricărui ciclu termodinamic poate fi crescut prin ridicarea temperaturii medii a sursei calde {\displaystyle \left({\bar {T}}={\frac {\int _{2}^{3}T\,dq}{Q}}\right)} a ciclului. Creșterea temperaturii aburului prin supraîncălzire are exact acest efect.
În ciclurile folosite în termocentrale temperatura maximă este limitată de proprietățile materialelor folosite la construcția turbinelor cu abur. Materialul folosit la realizarea paletajului acestor turbine este actual oțelul înalt aliat, care poate fi folosit până la o temperatură de 565 °C. Peste această temperatură, până la cca. 650 °C trebuie folosite oțeluri austenitice, care însă sunt mult mai scumpe și cu proprietăți fizice (în special coeficient de dilatare) mult diferite de ale oțelurilor obișnuite, ceea ce complică construcția într-atât încât devine neeconomică. Actual optimul economic pe plan mondial este situat la o temperatură maximă a aburului (temperatura aburului viu) de 535 °C. Pentru realizarea acestei temperaturi nu este nevoie de presiuni supracritice ale aburului (adică peste 221,2 bar), presiunile folosite în perioada actuală nedepășind 180 bar.
Randamentul ciclului Carnot lucrând între temperaturile de 535 °C și 30 °C este de cca. 62 %.

## Variante ale ciclului Clausius-Rankine de bază
Există și alte posibilități de a crește randamentul termic al ciclului, prezentate în cele ce urmează.

### Ciclul cu resupraîncălzire intermediară

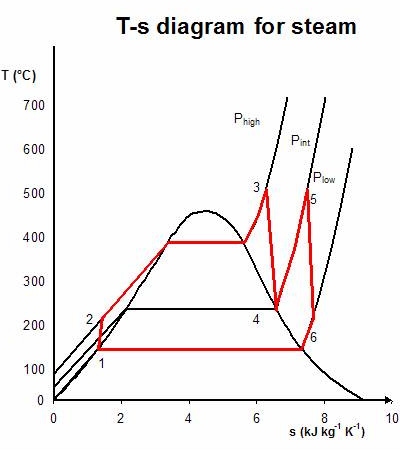
Ciclu Clausius-Rankine cu resupraîncălzire intermediară.

În acest caz aburul se destinde succesiv în două turbine. Aburul la presiunea și temperatura nominală (aburul viu), livrat de generatorul de abur, se destinde prima dată în turbina (sau corpul) de înaltă presiune (IP). După ce iese din partea de înaltă presiune, aburul este adus înapoi în generatorul de abur și este resupraîncălzit până la o temperatură comparabilă cu cea a aburului viu, după care se destinde în turbina (sau corpul) de joasă presiune (JP).
Principalul avantaj al acestei soluții este faptul că, practic, parametrii aburului la ieșirea din turbină devin independenți de cei de la intrare. Este mult mai ușor de obținut un titlu suficient de ridicat la aburul evacuat din corpul de joasă presiune, cu efecte directe asupra durabilității turbinei. Alt avantaj important este că în ciclu se pot folosi presiuni și temperaturi mari, ceea ce mărește randamentul său. Practic, din cauza necesității obținerii la ieșirea din corpul de joasă presiune a unui abur cu un titlu suficient, supraîncălzirea intermediară devine o necesitate dacă la temperatura aburului viu de 535 °C presiunea depășește 125 bar. Dezavantajul soluției este instalația foarte complicată și greu de reglat (coordonat). Dacă la ciclurile simple era posibilă funcționarea mai multor cazane sau turbine în paralel, toate fiind legate la o magistrală de abur comună, iar fiecare instalație putea fi reglată separat, la ciclul cu resupraîncălzire intermediară sistemul de reglaj nu face față decât dacă fiecare turbină este alimentată de generatorul său de abur, formând un bloc cazan-turbină. Căderea unei componente (cazanul sau turbina) înseamnă oprirea întregului bloc, cealaltă componentă neputând fi utilizată independent sau în combinație cu altă componentă.
Există posibilitatea inclusiv a dublei resupraîncălziri intermediare, însă această soluție se pretează doar la cicluri care lucrează la presiuni supracritice, de 245 – 350 bar.
Procedeul de resupraîncălzire intermediară se aplică chiar și dacă ciclul lucrează exclusiv în domeniul aburului umed, cum este cazul la  centralele nucleare, caz în care randamentul ciclului nu crește prin resupraîncălzire, dar crește titlul aburului la ieșirea din turbina de joasă presiune.

### Ciclul cu preîncălzire regenerativă

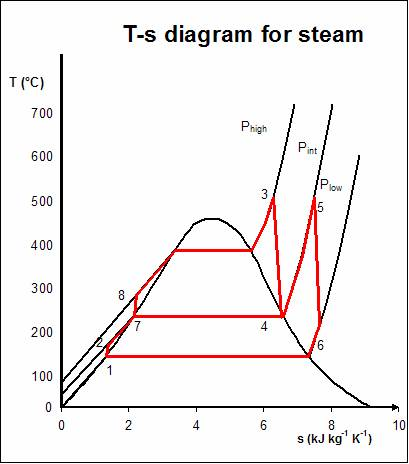
Variantă de ciclu Clausius-Rankine cu resupraîncălzire intermediară şi preîncălzire regenerativă.

În cazul ciclului cu preîncălzire regenerativă apa rezultată din condensarea aburului în condensator, posibil subrăcită, înainte de a alimenta generatorul de abur este preîncălzită în zona de preîncălzire regenerativă folosind abur prelevat din diferite puncte ale turbinei. În diagrama alăturată, apa în starea 2 este amestecată cu abur în starea 4, ambele fiind la aceeași presiune, obținându-se starea 7. Ciclul cu preîncălzire regenerativă este folosit în diferite variante în toate  termocentralele.
Avantajul ciclului cu preîncălzire regenerativă este creșterea randamentului termic al ciclului prin recuperarea căldurii din debitul de abur folosit la preîncălzirea apei (debitul recirculat), căldură care altfel ar fi evacuată prin condensator. Cota de abur recirculat este, totuși, limitată de căldura care poate fi preluată de apa preîncălzită, a cărei temperatură nu poate depăși temperatura punctului 4 din diagramă, egală cu a punctului 7. Pentru un număr infinit de fluxuri de preîncălzire randamentul termic al unui ciclu Clausius-Rankine lucrând în domeniul vaporilor umezi este egal cu al ciclului Carnot, procedeul numindu-se din această cauză și carnotizarea ciclului. În practică se folosesc un număr de 5 – 9 trepte de preîncălzire regenerativă. Dezavantajul soluției este tocmai complicarea instalației: câte trepte de preîncălzire există, tot atâtea schimbătoare de căldură și, eventual, pompe de condensat (numărul pompelor de condensat ține de tipul schemei de preîncălzire adoptate) trebuie prevăzute în schema termocentralei.
Bineînțeles, soluțiile de resupraîncălzire intermediară și preîncălzire regenerativă se pot combina, efectul lor cumulat aspra randamentului termic al ciclulul fiind considerabil. Randamentul termic practic al unei termocentrale moderne pe cărbune este de cca. 42 %, în timp ce fără resupraîncălzire și preîcălzire regenerativă el n-ar depăși 30 %.